# The Papercut Chronicles
The Papercut Chronicles es el segundo álbum de estudio de Gym Class Heroes. Fue publicado el 22 de febrero de 2006 por el sello Fueled by Ramen.

## Lista de canciones
1. "Za Intro" – 1:40
2. "Papercuts" – 3:26
3. "Petrified Life and the Twice Told Joke (Decrepit Bricks)" – 4:53
4. "Make Out Club" – 4:43
5. "Taxi Driver" – 1:59
6. "So Long Friend" – 1:14
7. "Everyday's Forecast" – 4:21
8. "Pillmatic" – 3:11
9. "Simple Livin'" – 3:06
10. "Cupid's Chokehold" (featuring Patrick Stump from Fall Out Boy) – 4:03
11. "Faces in the Hall" – 4:13
12. "Graduation Day" – 1:44
13. "Apollo 3-1-5" – 2:29
14. "wejusfreestylin'pt2" – 1:12
15. "To Bob Ross with Love" – 2:38
16. "Papercuts (The Reason for the Lesions Remix by Mr. Dibbs)" – 3:46
17. "Kid Nothing vs. the Echo Factor" – 4:01
18. "Band Aids" – 4:58
19. "Boomerang Theory" (Japanese Bonus Track)

### Bonus Remix CD
1. Chicago (Remix)
2. Heart Transplant (Remix)
3. Attention (Remix)
4. Gotta Get Out of Here (Remix)